# Riojasaurus incertus
Il riojasauro (Riojasaurus incertus) era un grande dinosauro erbivoro vissuto nel Triassico superiore (circa 210-220 milioni di anni fa), i cui resti sono stati rinvenuti in Argentina.

## Un gigante primitivo

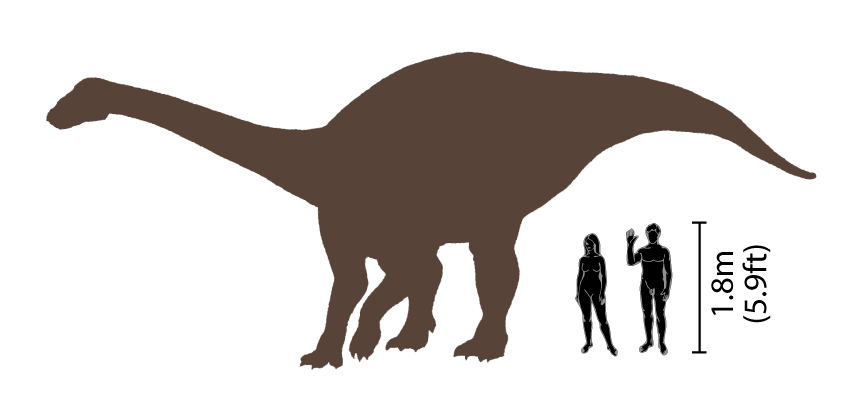
Dimensioni rapportate alla figura umana

Uno dei più grandi animali del suo periodo, il riojasauro raggiungeva la lunghezza di 10 metri e il peso di 5 tonnellate. Il suo aspetto anticipa quello dei grandi dinosauri sauropodi che tanta fortuna avranno nel Giurassico. Il collo lungo, il corpo simile a una botte, la coda molto lunga e le zampe robuste lo qualificano come appartenente al gruppo dei sauropodomorfi. Il riojasauro, comunque non è un diretto antenato dei sauropodi a causa di alcune caratteristiche delle zampe e delle vertebre, che permettono di ascriverlo al gruppo dei prosauropodi, un ramo collaterale il cui rappresentante più noto è Plateosaurus, estintosi senza lasciare discendenti.

## Predatori e prede
Del riojasauro sono noti molti scheletri, più o meno completi, rinvenuto nella formazione di Los Colorados, in Argentina. Ciò fa supporre che questo animale fosse abbastanza diffuso. Negli stessi luoghi viveva un altro prosauropode, Coloradisaurus, di taglia decisamente inferiore. Nonostante la mole gigantesca, Riojasaurus non era esente dalla predazione: i resti di un grande arcosauro predatore, Fasolasuchus tenax, sono stati rinvenuti nella stessa formazione; date le dimensioni di questo animale, è probabile che almeno gli esemplari giovani di Riojasaurus fossero sottoposti agli agguati di Fasolasuchus.

## Classificazione
Fino a pochi anni fa il riojasauro era considerato il più conosciuto rappresentante della famiglia dei melanorosauridi (ad es. Melanorosaurus), ritenuti i più grandi fra i prosauropodi ma ora considerati i primi tra i veri sauropodi. Attualmente il riojasauro, insieme all'assai simile Eucnemesaurus del Sudafrica, è ritenuto appartenere a una famiglia di dinosauri piuttosto primitiva, i riojasauridi, sviluppatisi nel Triassico superiore ed estintisi dopo pochi milioni di anni.